# アルキル基

イソプロピル基

メチル基

有機化学において、アルキル基（英語: alkyl group）とは、アルカンから水素原子を1個除いてできる炭化水素基である。アルキル基には非常に多くの置換基が含まれる。非環式アルキル基は一般式 –C
nH
2n+1 で表される。また、シクロアルキル基（英語: cycloalkyl group）は、シクロアルカンから水素原子を1個除去することによって誘導され、一般式 –C
nH
2n-1 で表される。通常、アルキル基は大きな分子の一部である。構造式では、アルキル基は記号 -R で表される。最も小さいアルキル基はメチル基 –CH
3 である。
アルキル化は分子にアルキル基を付加することで、アルキル化剤にはハロゲン化アルキルがよく用いられる。

## 医薬品化学
医薬品化学では、化合物にアルキル鎖を組み込むことで、親油性を高めることができる。この手法は、フラバノン類やカルコン類の抗菌活性を高めるために用いられてきた。

## アルキルカチオン、アニオン、ラジカル
通常、アルキル基は他の原子や原子団に結合している。遊離アルキルは中性ラジカル、アニオン、カチオンとして存在する。カチオンはカルボカチオンと呼ばれる。アニオンはカルバニオンと呼ばれる。中性アルキルフリーラジカルには特別な名前はない。このような化学種は通常、反応中間体としてのみ存在する。しかし、半減期が数秒から数年の持続性アルキルラジカルも調製されている。通常、アルキルカチオンは超酸を用いて生成し、アルキルアニオンは強塩基の存在下で観察される。アルキルラジカルは光化学反応またはホモリティック開裂によって調製することができる。アルキルは有機化合物の質量分析でよく観測される。単純アルキル基（特にメチル基）は星間空間において観測される。

## 命名法
アルキル基は同族列を作る。最も単純なシリーズは一般式 –C
nH
2n+1 で表される。アルキル基には、メチル基(–CH
3)、エチル基(–C
2H
5)、プロピル基 (–C
3H
7)、ブチル基(–C
4H
9)、ペンチル基(–C
5H
11)などがある。環を1つ含むアルキル基は –C
nH
2n-1 で表され、シクロペンチル基やシクロヘキシル基などがある。アルキルラジカルはアルキル基と同じであるが、結合"−"をドット"•"で表す（例：メチルラジカル •CH
3）。
命名規則はIUPAC命名法による。
| 炭素原子数 | 1      | 2      | 3        | 4      | 5        | 6        | 7        | 8        | 9      | 10     | 11         | 12       | 13         | 14           |
| 接頭辞     | meth-  | eth-   | prop-    | but-   | pent-    | hex-     | hept-    | oct-     | non-   | dec-   | undec-     | dodec-   | tridec-    | tetradec-    |
| グループ名 | メチル | エチル | プロピル | ブチル | ペンチル | へキシル | へプチル | オクチル | ノニル | デシル | ウンデシル | ドデシル | トリデシル | テトラデシル |

IUPAC命名法から取られた接頭辞は、例えば3-メチルペンタンのように、置換基によって分岐鎖構造を命名するのに使われる。
3-メチルペンタンの構造は、2つの部分から構成されていると考える。まず、5個の原子が炭素中心の最も長い直鎖を構成している。親となる炭素5個の化合物はペンタン（青く強調表示）と名付ける。メチル基の「置換基」または「グループ」は赤く強調表示している。通常の命名規則では、アルキル基はメチルペンタンのように分子名の先頭に置く。しかし、この名前では曖昧さがあり、メチル基の分岐は様々な炭素原子上にある可能性がある。そこで、曖昧さを避けるために3-メチルペンタンという物質名となる。3- はメチルが5個の炭素原子の3番目に結合していることを表す。
炭素鎖に同じアルキル基が2つ以上結合している場合は、アルキル基に接頭辞をつけて倍数を示す（ジ、トリ、テトラなど）。
この化合物は2,3,3-トリメチルペンタンとして知られている。ここでは炭素原子2、3および3に計3つのアルキル基が結合している。数字は、アルキル基の結合位置が曖昧になるのを避けるためで、トリは同一のメチル基が3つあることを示している。もし、3番目の炭素原子に結合しているメチル基のひとつがエチル基であれば、名前は3-エチル-2,3-ジメチルペンタンとなる。異なるアルキル基がある場合は、アルファベット順に記載する。
加えて、アルキル鎖の各位置は、そこにいくつ他の炭素原子が結合しているかによって表すことができる。第1級炭素原子 (primary carbon) 、第2級炭素原子 (secondary carbon) 、第3級炭素原子 (tertiary carbon) および第4級炭素原子 (quaternary carbon) という用語は、それぞれ1個、2個、3個および4個の他の炭素と結合している炭素を指す。
| Cn  | 慣用名                                   | 記号                       | 示性式                    | IUPAC ステータス | 優先IUPAC名                                         | 構造式 |
| --- | ---------------------------------------- | -------------------------- | ------------------------- | ---------------- | --------------------------------------------------- | ------ |
| C 1 | メチル                                   | Me                         | –CH 3                     |                  | メチル                                              |        |
| C 2 | エチル                                   | Et                         | –CH 2–CH 3                |                  | エチル                                              |        |
| C 3 | プロピル、n-プロピル                     | Pr, nPr, n-Pr              | –CH 2–CH 2–CH 3           |                  | プロピル                                            |        |
| C 3 | イソプロピル                             | iPr, i-Pr,iPr              | –CH(–CH 3) 2              |                  | 2-プロピル                                          |        |
| C 4 | n-ブチル                                 | Bu, n-Bu, nBu              | –CH 2–CH 2–CH 2–CH 3      |                  | ブチル                                              |        |
| C 4 | イソブチル                               | iBu, i-Bu, iBu             | –CH 2–CH(–CH 3) 2         |                  | 2-メチルプロピル                                    |        |
| C 4 | sec-ブチル                               | sBu, s-Bu, sBu             | –CH(–CH 3)–CH 2–CH 3      |                  | 2-butyl                                             |        |
| C 4 | tert-ブチル                              | tBu, t-Bu, tBu             | –C(–CH 3) 3               |                  | tert-ブチル                                         |        |
| C 5 | n-ペンチル アミル                        | Pe, Am, nPe n-Pe, nPe, nAm | –CH 2–CH 2–CH 2–CH 2–CH 3 |                  | ペンチル                                            |        |
| C 5 | tert-ペンチル                            | tPe, t-Pe, tPe             | –C(–CH 3) 2–CH 2–CH 3     | 非推奨           | 2-メチルブタン-2-イル または、1,1-ジメチルプロピル  |        |
| C 5 | ネオペンチル                             |                            | –CH 2–C(–CH 3) 3          | 非推奨           | 2,2-ジメチルプロピル                                |        |
| C 5 | イソペンチル イソアミル                  |                            | –CH 2–CH 2–CH(–CH 3) 2    | 非推奨           | 3-メチルブチル                                      |        |
| C 5 | sec-ペンチル                             | sPe, s-Pe, sPe             | –CH(–CH 3)–CH 2–CH 2–CH 3 |                  | ペンタン-2-イル または (1-メチルブチル)             |        |
| C 5 | 3-ペンチル                               |                            | –CH(–CH 2–CH 3) 2         |                  | ペンタン-3-イル または、(1-エチルプロピル)          |        |
| C 5 | sec-イソペンチル sec-イソアミル シアミル | Sia                        | –CH(–CH 3)–CH(–CH 3) 2    |                  | 3-メチルブタン-2-イル または (1,2-ジメチルプロピル) |        |
| C 5 | active pentyl                            |                            | –CH 2–CH(–CH 3)–CH 2–CH 3 |                  | 2-メチルブチル                                      |        |